# Wasting Light
Wasting Light è il settimo album in studio del gruppo musicale statunitense Foo Fighters, pubblicato il 12 aprile 2011 dalla Roswell e dalla RCA Records.
Il disco nasce dal desiderio del frontman Dave Grohl di realizzare un album che catturasse l'essenza dei primi lavori dei Foo Fighters, allontanandosi dall'artificiosità della registrazione digitale che aveva caratterizzato le loro ultime pubblicazioni. Pertanto, il gruppo ha deciso di allestire uno studio di registrazione all'interno del garage di Grohl, situato a Encino (California), composto esclusivamente da apparecchiature analogiche. Le sessioni sono state supervisionate dal produttore Butch Vig, con il quale Grohl aveva lavorato a Nevermind dei Nirvana. Dal momento che l'equipaggiamento analogico non permetteva la correzione degli errori durante la fase di post-produzione, i Foo Fighters trascorsero tre settimane a provare i singoli brani, e Vig dovette rimparare le vecchie tecniche di montaggio su nastro.
Per Wasting Light, il gruppo ha optato per l'impiego di sonorità dure e pesanti, in contrasto con le sperimentazioni timbriche affrontate nei precedenti lavori, mentre buona parte dei testi, scritti da Grohl, riflettono la sua vita e un futuro possibile. Al disco hanno partecipato in alcune tracce musicisti d'eccezione, quali Bob Mould e Krist Novoselic, oltre ad aver visto il ritorno del chitarrista Pat Smear come membro stabile, dopo che egli abbandonò i Foo Fighters dopo la pubblicazione di The Colour and the Shape ma ritornando nella formazione nel 2006, esclusivamente come turnista.
Le sessioni di registrazione sono state documentate per i fan attraverso il sito ufficiale e il loro profilo Twitter, e la promozione dell'album ha incluso il documentario Foo Fighters: Back and Forth e il Wasting Light Tour, il quale ha incluso alcuni concerti eseguiti nei garage dei fan. Wasting Light è stato anticipato dal singolo di successo Rope, il quale ha debuttato alla prima posizione nella classifica Mainstream Rock Airplay stilata da Billboard (successivamente anche il singolo Walk ha raggiunto tale posizione), ed è stato un successo commerciale, debuttando alla prima posizione in dodici paesi e ricevendo recensioni positive da parte della critica musicale, i quali si sono complimentati per la produzione e per i testi.
Durante lo svolgimento dei Grammy Awards 2012, Wasting Light e i suoi brani hanno fatto guadagnare ai Foo Fighters cinque Grammy Awards, tra cui quello nella categoria Miglior album rock.

## Antefatti

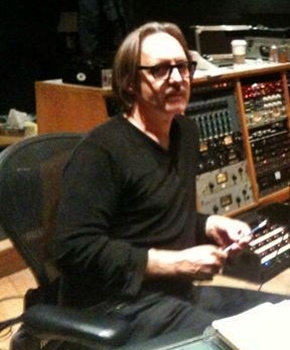
Il produttore Butch Vig

Concluso il tour di supporto all'album Echoes, Silence, Patience & Grace, nel 2008 i Foo Fighters si sono recati ai Grand Master Studios di Hollywood per registrare 14 composizioni scritte durante il tour in modo da pubblicare eventualmente un nuovo album senza molta promozione. Successivamente, il gruppo ha preso la decisione di prendersi una pausa, anziché continuare a lavorare su quelle registrazioni. Solo tre brani provenienti da quelle sessioni avrebbero visto la pubblicazione: Wheels e Word Forward (registrate nuovamente per Greatest Hits), e Rope (inserita in Wasting Light). In quanto Wheels e Word Forward sono state prodotte da Butch Vig, con il quale il frontman Dave Grohl non aveva più collaborato dai tempi di Nevermind dei Nirvana, Grohl ha deciso di assumerlo alla produzione del prossimo album dei Foo Fighters.

L'idea per un nuovo album è tornata nel 2010, quando Grohl si stava esibendo in Australia con i Them Crooked Vultures. Grohl ha deciso che «dovremmo realizzare un documentario relativo la registrazione di questo nuovo album ed anche una storia del gruppo. Invece di registrare l'album nel più costoso studio di registrazione con le apparecchiature di ultima generazione, cosa potrebbe succede se io e Butch decidessimo insieme di tornare indietro di vent'anni e rispolverare i registratori a nastro per metterli nel mio garage?» Più tardi, Grohl ha spiegato che Vig era portato per la produzione e che il disco sarebbe potuto essere «quell'album che definisce un po' il gruppo: potrebbe non essere il loro album migliore, ma è quello che la gente identifica maggiormente con la band, come Back in Black degli AC/DC o il Black Album dei Metallica. È come prendere tutte le cose che la gente considera caratteristiche principali del tuo gruppo per poi amplificarle giusto un po' e realizzare un semplice album. E questo è una sorta di quello che ho pensato che potremo fare con Butch, perché lui possiede un gran senso di eliminare il superfluo e di rendere più sensato il resto». Grohl inoltre ha utilizzato il tour con i Them Crooked Vultures per trasformare le idee musicali in demo, successivamente portati al batterista Taylor Hawkins per essere ulteriormente sviluppati. Al riguardo, Vig ha spiegato:
A differenza dei due album precedenti del gruppo, Wasting Light è stato infatti registrato nel garage di Grohl a Encino (California), anziché nella casa-studio del gruppo, lo Studio 606. Riguardo a questa decisione, Grohl ha spiegato che «c'è poesia nell'essere il gruppo che può realizzare il tutto esaurito al Wembley Stadium ma produrre un album in un garage. Perché andare necessariamente dentro nello studio più costoso con il più grande produttore e con l'attrezzatura più all'avanguardia? Dov'è il rock and roll in tutto questo?» Inoltre, il frontman ha aggiunto che era un modo per «fare qualcosa che mettesse al primo posto il sound», innovativo, rompere le aspettative della gente e «realizzare dischi nel modo in cui venivano realizzati un tempo».
L'album è stato registrato utilizzando interamente equipaggiamento analogico fino al processo di post-mastering. Grohl ha spiegato che è stato fatto in questo modo perché la registrazione digitale va sempre di più fuori controllo: «Quando ascolto la musica di questi giorni, ascoltando Pro Tools e la batteria che suona come una macchina, essa succhia la vita della musica». Sempre secondo il cantante e chitarrista del gruppo, la strategia analogica avrebbe reso il sound dell'album «più crudo e un po' imperfetto», qualcosa che il chitarrista Chris Shiflett ha trovato benefico, dichiarando che il «rock and roll riguarda i difetti e le imperfezioni». Il bassista Nate Mendel ha aggiunto che «siamo cresciuti producendo musica sui nastri, i quali presentano un suono particolare e possiedono alcune limitazioni», mentre il batterista Taylor Hawkins ha affermato che la registrazione digitale nel rock and roll contemporaneo porta a un suono artificiale: «i gruppi di oggi suonano un po', e poi manipolano la registrazione attraverso un computer, in modo da ottenere un sound che suoni in un certo modo». Hawkins inoltre ha aggiunto che un progetto analogico avrebbe aiutato il gruppo a reclamare la propria libertà artistica.
Una volta che Vig è venuto a sapere del progetto analogico, inizialmente ha pensato che Grohl stesse scherzando, ma successivamente ha detto che «voi ragazzi dovete suonare bene, perché nulla verrà aggiustato», in quanto gli errori non vengono corretti con facilità a differenza di quanto avviene nella registrazione digitale. Con questo in mente, il gruppo ha speso tre settimane in prove e in pre-produzione allo Studio 606, dove la composizione è stata ultimata, passando "da 40 brani a 14"; Mendel ha spiegato che a differenza dei precedenti album, in cui «prima vengono composte varie parti, per poi vedere come il brano si evolve», i brani di Wasting Light sono stati provati per essere registrati dal vivo.

## Registrazione
Il garage di Grohl è stato dotato di microfoni, deflettori del suono apposti alla porta del garage e dietro la batteria per prevenire sgocciolamenti sonori e un tappeto sotto la batteria per rendere il sound meno «forte e chiaro». Per ridurre lo spurgo dei piatti, i microfoni sono stati riorganizzati e il crash è stato rimpiazzato da un piatto della Zildjian dotato di fori. Una stanza accanto allo studio è stata trasformata in una cabina di isolamento per registrare le parti vocali. Per la registrazione in sé è stata allestita una sala di controllo di fortuna in una tenda postata nel cortile di Grohl, mentre per favorire la comunicazione tra lo studio e la sala di controllo è stato montato un sistema di due telecamere e una televisione. L'attrezzatura impiegata per Wasting Light è la stessa impiegata dai Foo Fighters nel corso delle registrazioni degli album There Is Nothing Left to Lose e di One by One, avvenute entrambe nella vecchia casa di Grohl in Alexandria (Virginia).
Le registrazioni dell'album sono cominciate il 6 settembre 2010, e sono durate 11 settimane, ognuna incentrata su un determinato brano; secondo le parole di Vig questo particolare processo «è stato un bene perché ogni brano aveva vita propria». I primi strumenti registrati sono stati la chitarra ritmica di Grohl e la batteria di Taylor Hawkins, in modo da fornire le basi e anche per vedere se insieme avrebbero potuto mantenere salda la struttura di ciascun brano. Hawkins solitamente ha suonato per varie ore prima di trovare «una traccia di batteria di cui ne sarei andato fiero». Dopo la chitarra e la batteria, Nate Mendel ha registrato le sue parti di basso, praticate sufficientemente dal bassista in modo da essere registrate subito al primo colpo. Il giorno seguente, Chris Shiflett e Pat Smear hanno registrato le proprie parti di chitarra; Smear in particolare si è dotato di una chitarra baritona per ottenere un suono differente da quello degli altri chitarristi. Non appena le parti strumentali sono state completate, Grohl ha registrato le proprie parti vocali nella cabina di isolamento. In quanto Grohl voleva avere dei brani «al loro massimo potenziale emozionale», alcune parti vocali sono state urlate al punto da causare mal di testa al frontman.

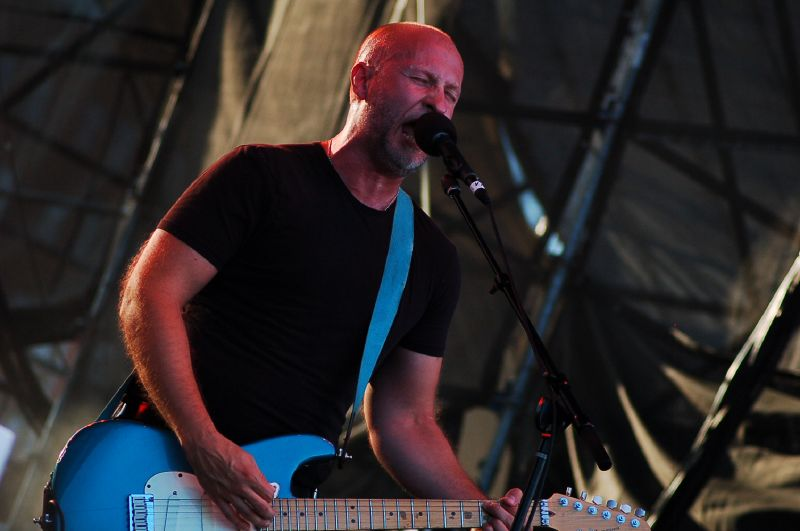
Bob Mould ha cantato e suonato la chitarra in Dear Rosemary

Bob Mould degli Hüsker Dü, uno degli idoli di Grohl, è stato scelto per cantare alcune parti di un brano che Grohl ha concepito originariamente come un duetto con lui, Dear Rosemary. In questo brano, Mould ha suonato anche la chitarra, nonostante i piani di Vig avevano previsto che egli doveva eseguire le soli parti vocali. L'ex compagno di gruppo di Grohl nei Nirvana Krist Novoselic ha suonato il basso e la fisarmonica in I Should Have Known e secondo il pensiero di Grohl «sarebbe bello far venire anche lui per condividere l'esperienza». Miss the Misery presenta ai cori un amico personale di Grohl, Fee Waybill dei The Tubes, il quale ha spiegato che il frontman dei Foo Fighters lo aveva invitato perché «la mia voce di sottofondo assomiglia molto alla sua». Tra gli altri musicisti sono presenti anche i tre turnisti del gruppo: il tastierista Rami Jaffee, la violinista Jessy Greene e il percussionista Drew Hester.
Vig ha iniziato a dubitare che l'album potesse essere registrato completamente in analogico una volta che i nastri per il primo brano registrato, Miss the Misery, sono caduti a pezzi, ma Grohl lo ha rassicurato «no, Butch, non voglio alcun computer in questa casa». Il produttore ha affermato che durante la registrazione ha dovuto «forzare il mio cervello per mettere in luce differenti sinapsi» per ricordare come trattare l'attrezzatura analogica e la mancanza di un display. Una delle abitudini che Vig ha dovuto richiamare era la modifica mediante la lametta – «Solitamente ero in grado di compiere 20 modifiche in mezz'ora se necessario. Mi ci sono voluti 20 minuti per fare la prima modifica!» – una tecnica che ha impiegato per i primi brani registrati. Alla fine si è arreso e ha deciso invece di sovraincidere i nastri, in quanto il processo aveva richiesto tempo e un nastro maggiormente modificabile spedito a Vig dagli Smart Studios era stato in gran parte rovinato da una delle figlie di Grohl. Mentre molte registrazioni avevano parti ri-registrate, l'unico brano che doveva essere rifatto da zero era I Should Have Known, in quanto Grohl sentiva che Vig stava «cercando di renderlo un singolo radiofonico» mentre il frontman voleva il brano «a un suono più crudo e primordiale».
Il processo di missaggio è iniziato ai Chalice Recording Studios, ma è stato successivamente trasferito all'appartamento di Grohl in quanto l'ingegnere Alan Moulder ha affermato che era il modo migliore per «rendere il sound simile al vostro garage». Dal momento in cui il mixer di Grohl non era automatizzato, quattro persone – Vig, Grohl, Moulder e l'ingegnere James Brown – hanno dovuto lavorare contemporaneamente in studio: secondo il frontman dei Foo Fighters questo processo è stato interessante, in quanto ogni brano è stato realizzato in modo differente l'uno dall'altro e «i missaggi suonavano come delle performance».
La registrazione dell'album è stata filmata come parte di un documentario che racchiude l'intera carriera del gruppo intitolato Foo Fighters: Back and Forth; il titolo del disco, tratto dal testo di Miss the Misery, è stato scelto da Grohl perché «sembrava risuonasse con me: OK, questo è ciò che stiamo facendo qui», in quanto il gruppo ha registrato sempre «ogni album pensando che sia l'ultimo».

## Accoglienza
| Recensione     | Giudizio |
| -------------- | -------- |
| AllMusic       |          |
| The A.V. Club  | B        |
| The Guardian   |          |
| NME            | 8/10     |
| Pitchfork      | 6,4/10   |
| Q              |          |
| Rolling Stone  |          |
| Slant Magazine |          |
| Spin           | 9/10     |

Wasting Light ha ricevuto perlopiù recensioni positive da parte della critica specializzata. Su Metacritic, l'album ha ricevuto un punteggio di 78/100 basandosi su 35 recensioni. Andrew Perry di The Daily Telegraph lo ha definito il miglior album dei Foo Fighters realizzato fino ad ora, trovandolo «duro ma accessibile, orecchiabile, e infine anche sorprendente». Stephen Thomas Erlewine di AllMusic ha denominato il sound rock dell'album «sfrenato» e lo ha definito come «l'album più feroce che avessero mai composto». Mikael Wood di Spin ha osservato un «ritorno alle origini» nell'album, affermando inoltre che contiene «un set memorabile di brani dai tempi di The Colour and the Shape del 1997». Rob Parker di NME ha affermato che Wasting Light suona «fenomenale» nelle cuffie o negli impianti stereo ed è «sia ampio che concentrato abbastanza per attirare [ascoltatori] casuali e capelloni». Paul Brannigan di Q ha elogiato i testi di Grohl e ha chiamato Wasting Light «l'album con più carica positiva della sua carriera». David Fricke di Rolling Stone ha lodato le tematiche di Grohl e «l'approccio sfumato per il peso e pubblicazione» di Butch Vig. Kyle Ryan di The A.V. Club ha invece affermato che, nonostante manchino ganci riconoscibili, l'album manca anche l'apporto con le pubblicazioni precedenti del gruppo, spiegando, «come un ritorno alla specialità melodica dei Foo Fighters, [così come a un] rock incisivo con cori impennanti, Wasting Light è un successo».
In una recensione mista, Kevin Liedel Slant Magazine ha criticato la «crescente avversione [del gruppo] a brani-inno», scrivendo che «gli ovvi punti salienti di Wasting Light sono quelli che si soffermano sulle melodie piacevoli da stadio». Dave Simpson di The Guardian ha definito l'album «un tipico sbarramento arena rock decisamente esteso, con numerosi ululati e lamenti, ogni ritornello su misura per pareti immaginarie di pirotecnici e alcuni brani apparentemente strutturati per ospitare un assolo di chitarra o di batteria». Greg Kot del Chicago Tribune ha sentito che, nonostante sia «completamente» eseguito, i brani dell'album non appaiono innovativi e soffrono di «cliché». Infine, secondo quanto affermato da David Bevan di Pitchfork, nell'album «non c'è neanche una melodia o un ritornello per amplificare davvero [un determinato punto del brano]».

### Riconoscimenti
Wasting Light e i singoli da esso estratti hanno ricevuto cinque candidature ai Grammy Awards 2012, tra cui il premio come Album dell'anno. L'album ha vinto il premio come miglior album rock, White Limo ha vinto il premio come Miglior interpretazione hard rock/metal e Walk ha vinto i premi come Miglior interpretazione rock e come miglior canzone rock. Wasting Light è stato scelto come il quarto miglior album del 2011 secondo Kerrang! ed è stato elencato in tre classifiche dei 50 migliori album dell'anno: 20º da Rolling Stone, 43º da NME, e 46º da Spin. L'album è stato inserito nella classifica dei 10 migliori album del 2011 stilata da The Hollywood Reporter, e scelto come album dell'anno da Apple.

## Tracce
Testi e musiche dei Foo Fighters.
1. Bridge Burning – 4:47
2. Rope – 4:19
3. Dear Rosemary – 4:27
4. White Limo – 3:23
5. Arlandria – 4:28
6. These Days – 4:59
7. Back & Forth – 3:52
8. A Matter of Time – 4:36
9. Miss the Misery – 4:33
10. I Should Have Known – 4:16
11. Walk – 4:16

Traccia bonus nell'edizione giapponese
1. Better Off – 4:12

CD bonus nell'edizione di Best Buy
1. Rope (deadmau5 Mix) – 5:52
2. Better Off – 4:12
3. White Limo (Video) – 3:34
4. Walk (Live at the Roxy) (Video) – 4:23

## Formazione
Gruppo
- Dave Grohl – voce, chitarra
- Chris Shiflett – chitarra
- Pat Smear – chitarra
- Nate Mendel – basso
- Taylor Hawkins – batteria

Altri musicisti
- Rami Jaffee – tastiera (tracce 1 e 2), mellotron (traccia 10), organo (traccia 11)
- Bob Mould – voce e chitarra (traccia 3)
- Drew Hester – percussioni (traccia 5)
- Butch Vig – percussioni (traccia 7)
- Fee Waybill – cori (traccia 9)
- Krist Novoselic – basso e fisarmonica (traccia 10)
- Jessy Greene – violino (traccia 10)

## Successo commerciale
Wasting Light ha debuttato alla prima posizione in dodici paesi ed è stato il primo album dei Foo Fighters a conquistare la vetta della classifica Billboard 200, vendendo 235 000 copie nella prima settimana di vendite negli Stati Uniti d'America, rivelando il più alto debutto di vendite del gruppo dopo In Your Honor, il quale aveva esordito con 311 000 copie in una settimana nel 2005. In Canada, l'album ha debuttato alla prima posizione nella rispettiva classifica, vendendo 21 000 copie nella prima settimana. Nel Regno Unito, 114 000 unità dell'album hanno interrotto le 11 settimane di conduzione di Adele in cima alla Official Albums Chart.
Nella settimana della pubblicazione di Wasting Light, sei brani sono entrati nella Official Rock & Metal Chart: la bonus track Better Off alla numero 5, Bridge Burning alla numero 14, Walk alla numero 24, White Limo alla numero 28, Arlandria alla numero 35 e These Days alla numero 39. Sia in Australia che in Nuova Zelanda, Wasting Light è diventato l'album più venduto del gruppo nei negozi digitali. Il disco inoltre ha raggiunto la prima posizione in Germania, Austria, Svizzera, Svezia, Finlandia, Norvegia e Singapore. A gennaio 2012, Wasting Light ha venduto 663 000 copie negli Stati Uniti, e ha chiuso il 2011 con 380 000 copie mosse nel Regno Unito.

## Classifiche

### Classifiche settimanali
| Classifica (2011)          | Posizione massima |
| -------------------------- | ----------------- |
| Australia                  | 1                 |
| Austria                    | 1                 |
| Belgio (Fiandre)           | 1                 |
| Belgio (Vallonia)          | 4                 |
| Canada                     | 1                 |
| Danimarca                  | 3                 |
| Finlandia                  | 1                 |
| Francia                    | 18                |
| Germania                   | 1                 |
| Giappone                   | 9                 |
| Grecia                     | 6                 |
| Irlanda                    | 3                 |
| Italia                     | 4                 |
| Messico                    | 52                |
| Norvegia                   | 1                 |
| Nuova Zelanda              | 1                 |
| Paesi Bassi                | 2                 |
| Portogallo                 | 3                 |
| Regno Unito                | 1                 |
| Regno Unito (rock & metal) | 1                 |
| Repubblica Ceca            | 4                 |
| Spagna                     | 7                 |
| Stati Uniti                | 1                 |
| Stati Uniti (alternative)  | 1                 |
| Stati Uniti (hard rock)    | 1                 |
| Stati Uniti (rock)         | 1                 |
| Svezia                     | 1                 |
| Svizzera                   | 1                 |

### Classifiche di fine anno
| Classifica (2011) | Posizione |
| ----------------- | --------- |
| Australia         | 8         |
| Austria           | 26        |
| Belgio (Fiandre)  | 9         |
| Belgio (Vallonia) | 68        |
| Canada            | 35        |
| Danimarca         | 41        |
| Finlandia         | 23        |
| Germania          | 30        |
| Italia            | 86        |
| Nuova Zelanda     | 4         |
| Paesi Bassi       | 28        |
| Regno Unito       | 24        |
| Stati Uniti       | 39        |
| Svezia            | 20        |
| Svizzera          | 26        |
| Classifica (2012) | Posizione |
| Australia         | 95        |
| Nuova Zelanda     | 37        |